# Стів Віткофф
Стівен Чарлз Віткофф (англ. Steven Charles Witkoff; нар. 15 березня 1957, Бронкс, Нью-Йорк, Нью-Йорк, США) — американський мільярдер, інвестор і забудовник, адвокат, спеціальний посланник США на Близькому Сході. Фактичний особистий посол Трампа до президента Росії Путіна . Засновник і голова Witkoff Group. Розпочав кар'єру як адвокат із нерухомості, згодом перейшов до сфери інвестицій та розвитку нерухомості. 
У роки першого президентства Дональда Трампа був членом Industry Groups Great American Economic Revival, які були створені для боротьби з економічними наслідками пандемії COVID-19 у США. У листопаді 2024 року тодішній обраний президент Дональд Трамп оголосив, що призначить Віткоффа спеціальним посланником США на Близькому Сході, і до вступу на посаду він відіграв ключову роль у переговорах щодо припинення вогню та обміну заручниками між Ізраїлем і Хамасом у січні 2025 року.

## Ранні роки
Народився у єврейській родині Мартіна Елвіна Віткоффа та Лоїз Віткофф (дівоче прізвище Бірнбаум) у Бронксі. Дід — Давид Т. Віткофф (Вітков, Вітьков?) та баба — Роза Віткофф (дів. Померанц) були емігрантами з Росії та Білорусі. Батько займався виробництвом жіночих пальт у Нью-Йорку. Стів Віткофф зростав у Болдвін-Гарборі, Нью-Йорк, і в Олд-Вестбері, Нью-Йорк на Лонг-Айленді.
У 1980 році здобув ступінь бакалавра в Університеті Гофстра. 1983 року здобув ступінь доктора права в Школі права Гофстра.

## Кар'єра
Почав кар'єру як юрист з нерухомості, а потім став мільярдером, інвестором і забудовником. У листопаді 2024 року у «Волл-стріт джорнел» зазначалося: «Колеги у світі нерухомості постійно описують Віткоффа… як розумного, симпатичного й талановитого переговорника і простого у спілкуванні».

### Юридична кар'єра
Після закінчення 1983 року юридичного факультету працював у нью-йоркській юридичній фірмі Dreyer&Traub, де одним із його клієнтів був Дональд Трамп. Вони подружилися у процесі роботи разом над бізнес-угодою.
Згодом працював у сфері нерухомості в нью-йоркській юридичній фірмі Rosenman&Colin до 1986 року.

### Кар'єра у сфері нерухомості
1985 року співзаснував компанію Stellar Management, співпрацюючи з колегою, юристом з нерухомості з Dreyer & Traub Ларрі Глюком; «Stellar» є абревіатурою імен Стіва та Ларрі; таким чином він перейшов від юридичної практики до володіння та управління нерухомістю. Вони придбали недорогі житлові будинки у Вашингтон-Гайтс, Мангеттен та північно-західному Бронксі. Колись володіли 85 будинками з понад 3000 квартирами. Він накопичив невеликий портфель будівель і 1995 року розширив свою діяльність у Нижньому Мангеттені, купивши кілька недорогих офісних будівель. 1996 року отримав фінансування від Credit Suisse First Boston для придбання 33 Ліберті-стріт, 27-поверхової вежі, спроєктованої Філіпом Джонсоном і Джоном Берджі. Наступного року здав 13 верхніх поверхів будівлі в оренду Федеральному резервному банку Нью-Йорка на 25 років. У нього склалися тісні стосунки з Credit Suisse First Boston, і він придбав додаткові об'єкти за дуже невеликі кошти, зокрема хмарочос Дейлі-Ньюз-білдінг у районі Іст-Мідтаун на Мангеттені, спроєктованого архітекторами Реймондом Гудом і Джоном Мідом Гауеллсом.
1997 року покинув Stellar Management, заснував і став головою та генеральним директором приватної Witkoff Group зі штаб-квартирою в Нью-Йорку та розширив діяльність у сфері житлового будівництва та реабілітації.. 1998 року разом з діловим партнером Рубіном Шроном придбав будинок Вулворт у Трайбеці за 138 мільйонів доларів і розширив свій портфель, купивши нерухомість в Чикаго, Далласі та Філадельфії. Станом на жовтень 1998 року Witkoff Group керувала 11 мільйонами квадратних футів комерційної та роздрібної нерухомості, а також володіла часткою власності у 7500 квартирах і низці угод щодо будівництва землі та готелів. 1998 року заплановане IPO його компанії на 2 мільярди доларів скасували через крах ринку нерухомості. Віткофф і Глюк розірвали партнерство: Глюк отримав житлову нерухомість, а Віткофф — офісні будівлі.
2013 року разом з Гаррі Маклоу придбав готель «Park Lane» на Мангеттені за 660 мільйонів доларів. Того ж року разом з Fisher Brothers також придбав земельну ділянку в Трайбеці на Мангеттені за 223 мільйони доларів, на якій побудували житлову вежу висотою 792 фути.

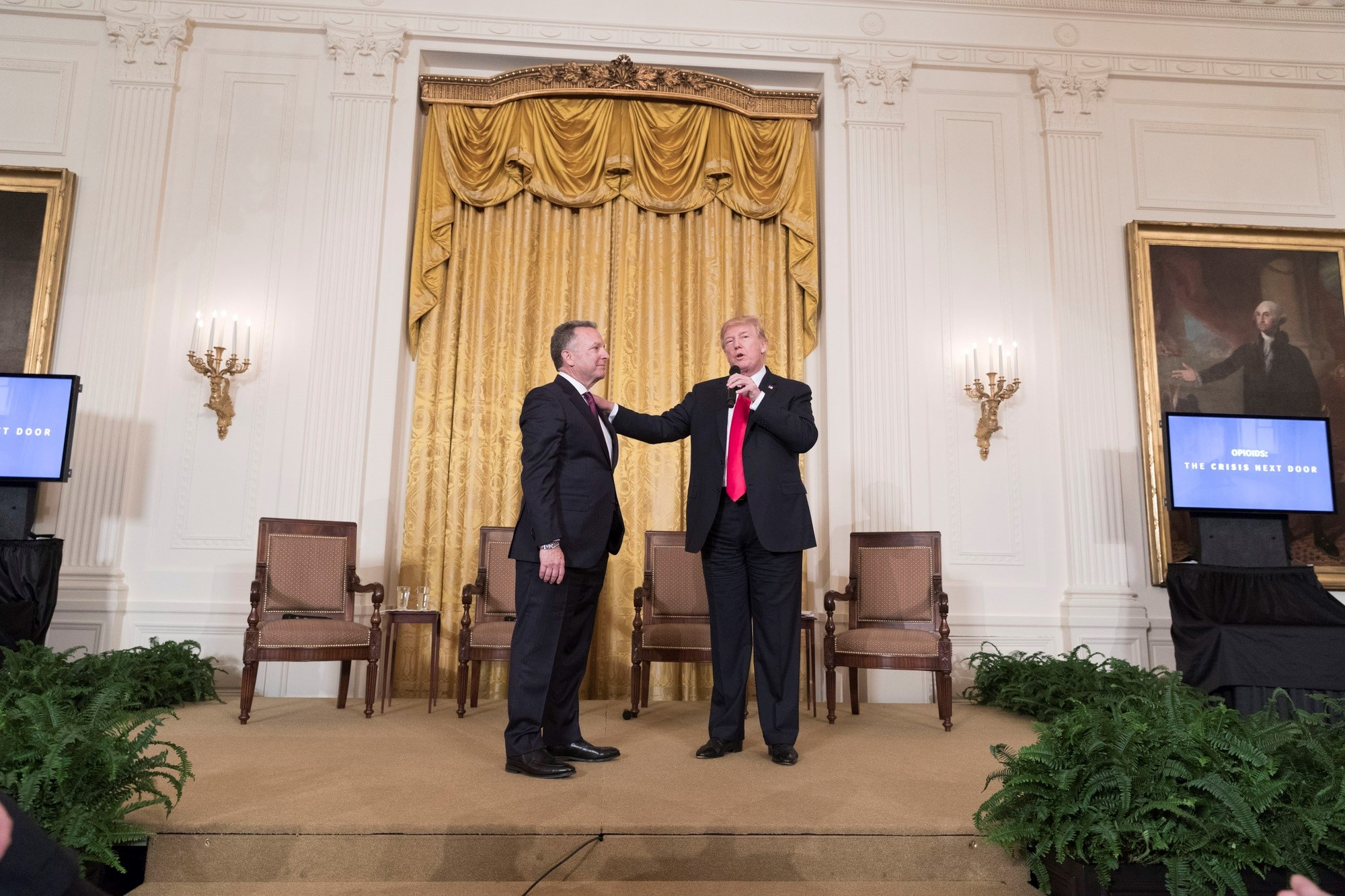
Віткофф із президентом США Трампом, 1 березня 2018 року

Станом на 2014 рік володів 30 об'єктами нерухомості в США та Лондоні. Станом на 2019 рік Witkoff Group володіла майже 50 об'єктами нерухомості в США та за кордоном.
Witkoff Group придбала проєкт будівництва курорту та казино за 600 мільйонів доларів. Заклад планували відкрити 2020 року під назвою The Drew, на честь покійного сина Віткоффа Ендрю. Однак будівництво зупинилося в березні 2020 року через пандемію COVID-19 у Неваді. У лютому 2021 року Koch Real Estate Investments придбала нерухомість. Готель відкрився у грудні 2023 року, його будівництво коштувало 3,7 мільярда доларів, що зробило його другим найдорожчим курортом у Лас-Вегасі.

## Державна служба
У квітні 2020 року під час першого президентства Дональда Трампа був членом Great American Economic Revival Industry Group, яку створив Трамп для боротьби з економічним впливом пандемії COVID-19 у США.
У липні 2024 року виступив з промовою на четвертому вечорі національного з'їзду Республіканської партії.
15 вересня 2024 року грав у гольф з Трампом у Trump International Golf Club у Вест-Палм-Біч, штат Флорида, коли Раян Веслі Раут намагався вбити Трампа. Співробітник Секретної служби вистрілив у нападника, який утік на автомобілі, але був затриманий.
9 листопада 2024 року обраний співголовою Президентського комітету з інавгурації другого президентства Трампа разом з колишнім сенатором США Келлі Леффлер.

### Спеціальний посланник США на Близькому Сході
12 листопада 2024 року новообраний президент Дональд Трамп призначив його спеціальним посланником на Близькому Сході.
Відіграв ключову роль у переговорах щодо припинення вогню та обміну заручниками між Ізраїлем і Хамас у січні 2025 року разом з Бреттом Макгерком, провідним переговорником президента Байдена, який запросив Віткоффа приєднатися до переговорів, і прем'єр-міністром Катару шейхом Мухаммедом бін Абдулрахманом Аль Тані, який за домовленістю мав говорити з Хамасом. Його відвертий, прямий та агресивний стиль переговорів сприяв укладенню шеститижневої угоди про припинення вогню, під час якої мав відбутися обмін 33 заручників, утримуваних Хамасом після нападу на Ізраїль 7 жовтня, на приблизно 1000 палестинських в'язнів, деякі з яких відбували довічне ув'язнення за вбивство, а також кроків до подальших обмінів і припинення тривалої 15-місячної війни. Підхід Віткоффа відрізнявся від традиційних дипломатичних методів, оскільки він, разом з Макгерком по гучномовному зв'язку з Катару, чинив тиск на прем'єр-міністра Ізраїлю Біньяміна Нетаньяху, щоб той завершив угоду, наголошуючи, що Трамп хоче, щоб угода була укладена. У «Нью-Йорк таймс» написали: «Це був яскравий приклад співпраці між двома чоловіками, які представляють запеклих політичних суперників. Рідко, якщо взагалі колись, команди нинішніх і нових президентів різних партій працювали разом у такий критичний момент».
29 січня 2025 року прибув до Ізраїлю та здійснив поїздку до Гази, що стається вкрай рідко для американського чиновника, щоб особисто спостерігати за припиненням вогню між Ізраїлем і Хамас.

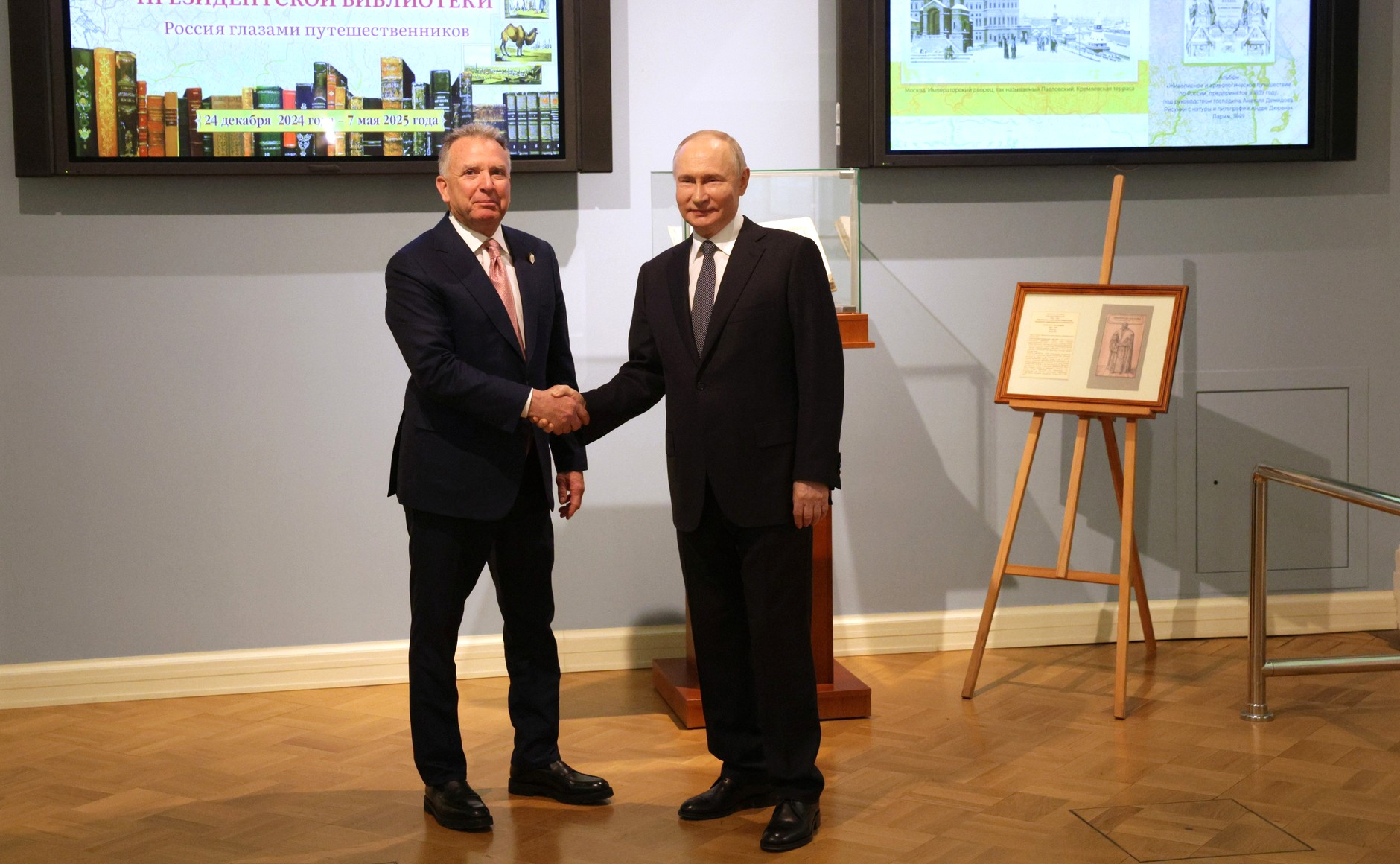
Віткофф і Путін

### Ставлення до України та участь у переговорах з Росією, Кремлем та Путіним
11 лютого 2025 року президент Трамп відправив Віткоффа до Москви, де той зустрівся з президентом Путіним. Обговорював обмін полоненими, зокрема, звільнення громадянина США Марка Фогеля з російської в'язниці в обмін на громадянина Росії  Александр Винник.  Олександр Винник — російський комп'ютерний експерт, відомий як оператор криптовалютної біржі BTC-e, яка працювала з 2011 по 2017 рік. У 2017 році його затримали в Греції за підозрою в відмиванні 4 мільярдів доларів через біткойн, і він був екстрадований до США, де визнав свою провину в змові з відмивання грошей.
18 лютого 2025 року Державний секретар Марко Рубіо та Міністр МЗС РФ Сергій Лавров зустрілися в Ер-Ріяді, Саудівська Аравія, для обговорення мирних переговорів щодо війни в Україні. Окрім Рубіо, до складу делегації США входили Віткофф та Майкл Волц, радник президента США з національної безпеки.
До березня 2025 року Віткофф став ключовим каналом зв'язку між Адміністрацією Трампа і Адміністрацією Путіна. У квітні 2025 року, згідно інформації від Reuters, спецпосланець США Стів Віткофф після зустрічі з посланцем Кремля запропонував президенту США Дональду Трампу підтримати «право власності» Росії на чотири українські області, які агресор намагався незаконно анексувати.

#### Систематичне поширення російської пропаганди
У різних інтервʼю Віткофф поширював тези російської пропаганди і піддавав сумніву територіальну цілісність України. Зокрема він заявив про окуповані РФ регіони, що «вони російськомовні, були референдуми, де переважна більшість людей показали, що вони хочуть бути під владою Росії». Також він виправдовував російське вторгнення і російського диктатора, заявивши що «Я не вважаю Путіна поганою людиною. Це складна ситуація, ця війна і всі складові, які до неї призвели».
В інтерв'ю Такеру Карлсон Віткофф, заявив, що у Росії немає намірів «поглинати Україну», і порівняв Україну із Газою. «Чому ізраїльтяни дійсно хочуть окупувати Газу до кінця свого життя? Вони цього не роблять. Там хочуть стабільності. Вони не хочуть із цим мати справу. Росія отримала, вона повернула ці п'ять регіонів. У них є Крим, навіщо їм більше...».
Віткофф сказав, що Росія вважає Україну фальшивою країною, п'ять регіонів якої були приєднані до неї Хрущовим після Другої світової війни, тим самим продемонструвавши незнання історії країн, про які він говорить:
«Україна —  це складний конфлікт. У Росії є відчуття, що Україна — це фальшива країна, що росіяни просто склеюють у таку собі мозаїку ці регіони. І це, на мою думку, основна причина цієї війни, що Росія вважає ці п’ять регіонів своїми по праву після Другої світової війни. І це те, про що ніхто не хоче говорити. Як ми збираємося вирішити цю проблему, якщо не розв’яжемо центральне питання, яке лежить в основі конфлікту?»
«Російська позиція полягає в тому, що Зеленський не обраний, а отже, вони не можуть підписувати з ним жодну угоду», — заявив Віткофф. 
"Кому не хотілось би побачити світ, де Росія та США працюють разом? Подумайте, як би ці країни могли інтегрувати свої енергетичні політики в Арктиці. Ділити морські шляхи. Можливо, постачати газ Європі разом. Можливо, разом розвивати ШІ-технології. Хто б не хотів бачити такий світ?"  — заявив Віткофф. 
«Всі проблеми вирішуються завдяки президенту Трампу...Путін проявив величезну повагу до президента. Ви ж бачили, що сталося в Овальному кабінеті із Зеленським. Неповага до Трампа не є хорошим шляхом для встановлення дружніх відносин,  В останній розмові ми дійшли до припинення атак по енергетиці. Росія не атакує Україну, Україна не атакує Росію. Досі до цього моменту ніхто не доходив, а ми дійшли» —  розповів Віткофф  Реальність в тому що атаки росіян лише посилилися Хронологія російського вторгнення в Україну (березень 2025)
«Я дуже оптимістично дивлюсь на те, щоб посадити дві сторони за стіл переговорів» (Україну та Росію), — сказав Віткофф.
«Ключова річ полягає в тому, чи визнає світ російський контроль над цими територіями законним. Чи зможе Зеленським вижити політично, якщо він визнає це? Це центральне питання у цьому конфлікті», — сказав Віткофф.
Також він прямо заявив, що Україна має відмовитися від планів про вступ до НАТО, якщо хоче укласти мирну угоду. І начебто це зрозуміло і світу, і політикам в Україні:
«...загалом вже визнано: якщо має бути мирна угода між Україною і Росією, то Україна не повинна бути членом НАТО. Мені здається, це вже прийнято як факт», — сказав Віткофф.

#### Віткоф про особисту зустріч з Путіним
«Він мені сподобався. Я гадаю, він був зі мною відвертим. З його боку було дуже люб’язним кроком прийняти мене, зустрітися зі мною. Як ми взагалі можемо врегулювати конфлікт з лідером великої ядерної держави? Якщо ми не налагодимо довіру та добрі відносини одне з одним?». 
Віткофф переповів історію, яку йому розповів Путін, який начебто молився за Трампа, коли в нього стріляли під час виборчих перегонів:
«Путін розповів мені історію про те, як після того, як у президента стріляли, він пішов до своєї місцевої церкви, зустрівся зі священником і молився за Трампа. Не тому, що він — президент США, а тому, що він — його друг, і він молився за друга».
Віткофф також додав, що сам не вважає Путіна «поганим хлопцем»: 
«Я не вважаю Путіна поганим хлопцем. Ця війна — це складна ситуація. Її спровокували багато нюансів. Такі питання ніколи не стосуються тільки однієї людини. Гадаю, ми зможемо це вирішити». 

## Особисте життя
Жив у Верхньому Іст-Сайді на Мангеттені. 1987 року одружився з Лорен Джилл Раппопорт, яка тоді була юристкою мангеттенської юридичної фірми Botein, Hays&Sklar. 2019 року переїхав з Нью-Йорка до Флориди й оселився в Маямі-Біч.
У пари народилося троє синів. 2011 року їхній 22-річний син Ендрю помер від передозування оксикодоном в наразі закритому будинку тверезості Sunset Plaza Drive у Каліфорнії.
Син Зак є співзасновником World Liberty Financial, криптовалютної компанії.
Син Александр є співгенеральним директором Witkoff Group.
Працював у Виконавчому комітеті Ради з питань нерухомості Нью-Йорка, опікуном Intrepid Foundation і в Раді опікунів Університету Гофстра (з 2015 року).